# 松本市立信明中学校
松本市立信明中学校（まつもとしりつ しんめいちゅうがっこう）は、長野県松本市石芝にある公立の中学校。

## 沿革
- 1985年（昭和60年）4月1日  - 鎌田中学校と筑摩野中学校の大規模化と、人口の急増予想から、松本市内で13番目の新設校として開校した[1]。

## 概要
- 開校当時は、玄関横の2本の松の木が、校地を彩るただ一つの緑だったが、生徒・PTA・職員が力を合わせて環境整備を行い、30周年を迎えた今では、緑豊かな中学校になった[1]。
- 開校2年目から行っている「PTA親子綱引き大会」は、特色ある行事の一つになっている。親子の絆を深めて、より良い学校にするための伝統行事である[1]。
- 1993年から続く「ネパールとの交流」も、特色の一つである。以前はネパールに学校をつくる活動をしていたが、ネパールでの植林活動を行うNGOへの協力という形に変更。しかし2015年頃から生徒会の消極化によりこれらのような取り組みは見られなくなっている。2014年8月には、4年ぶりに、「日本・ネパール野球交流プログラム」の一環として、ネパールから来松した選手団・スタッフとの交流会を行った[1]。

## 生徒数・職員数
- 2018年4月 生徒＝412人[1]

### 学級数
- 2014年度＝1学年3クラス、2学年3クラス、3学年4クラス、特別支援学級2クラス[1]

## 主な行事
- 4月　修学旅行（3年生）
- 5月　愛知県への宿泊学習（2年生）
- 7月　職場体験学習（2年生）[1]
- 9月　飛翔祭（文化祭）、PTA親子綱引き大会

## 部活動
| - 男女 バスケットボール - 男女バレーボール - 男女ソフトテニス - サッカー - 陸上 - 卓球 | - 野球 - 吹奏楽 - 美術 - 英語 - 合唱(2016年度に廃部) |